# Cmentarz ewangelicki w Żukowie Dolnym
Cmentarz ewangelicki w Żukowie Dolnym – cmentarz luterański w Czeskim Cieszynie, w dzielnicy Żuków Dolny, w kraju morawsko-śląskim w Czechach.

## Historia
Zmarli ewangelicy z Żukowa Dolnego chowani byli na cmentarzu przy Kościele Jezusowym w Cieszynie. W 1879 prezbiterstwo tamtejszej parafii ewangelicko-augsburskiej nakazało miejscowościom wchodzącym w jej skład utworzenie własnych miejsc grzebalnych.
19 marca 1879 w siedzibie szkoły w Żukowie Dolnym miało miejsce spotkanie zorganizowane przez ówczesnego właściciela zajazdu Pod Zieloną, Pawła Morcinka, mające na celu budowę we wsi cmentarza komunalnego. Udział w nim wzięli zarówno protestanccy, jak i katoliccy mieszkańcy. Katolicy byli jednak niechętni tej propozycji, chcąc organizować pogrzeby na nieodległym cmentarzu rzymskokatolickim w Ropicy. Ewangelicy z Żukowa Dolnego oraz Sibicy zdecydowali o wspólnym utworzeniu cmentarza, jednak mieszkańcy drugiej z wsi wycofali się później z uczestnictwa w przedsięwzięciu.
Ziemia pod cmentarz została ofiarowana przez Pawła Morcinka, pod warunkiem pochowania go po śmierci na tej nekropolii i oznaczenia jego przyszłego grobu dwoma drzewami. Inwestycja została zatwierdzona przez cieszyński Cesarsko-Królewski Sąd Obwodowy, a następnie powołana do życia została Ewangelicka Gmina Cmentarna w Żukowie Dolnym.
Cmentarz został zatwierdzony przez odpowiednie urzędy w Cieszynie w dniu 11 maja 1880. Działkę ogrodził Ignacy Hausotter, a w jej centralnym punkcie ustawiony został krzyż wykonany z żeliwa. Ponad bramą nekropolii znajdował się napis: Śmierć smętek sprawia, lecz oraz wybawia.
Poświęcenia cmentarza dokonał 16 maja 1880 proboszcz Theodor Haase z Cieszyna. Pierwszy pogrzeb miał miejsce 28 lutego 1881.
Na początku 1945 nekropolia stała się miejscem pochówku 14 żołnierzy Wehrmachtu, którzy zginęli na froncie. Ich groby zostały w 1997 przeniesione na cmentarz w mieście Valašské Meziříčí.
W połowie 2018 nekropolia liczyła 4635 m² powierzchni i 484 miejsca grzebalne. Jej właścicielem pozostaje Zbór Śląskiego Kościoła Ewangelickiego Augsburskiego Wyznania w Czeskim Cieszynie.